# Skorec rezavohrdlý
Skorec rezavohrdlý (Cinclus schulzi) je malý akvatický pěvec, který se vyskytuje v rozdrobených subpopulacích na nevelkém území v jihoamerických Andách na pomezí Bolívie a Argentiny.

## Systematika
Skorce rezavohrdlého popsal německý ornitolog Jean Cabanis v roce 1882 jako Cinclus schulzii. Typovou lokalitou druhu je hora Cerro Bayo v severní Argentině. Druhové jméno schulzii je poctou německému ornitologovi Friedrichu W. Schulzovi (1866–1933), který obstaral první exemplář druhu. Jedná se o monotypický taxon.

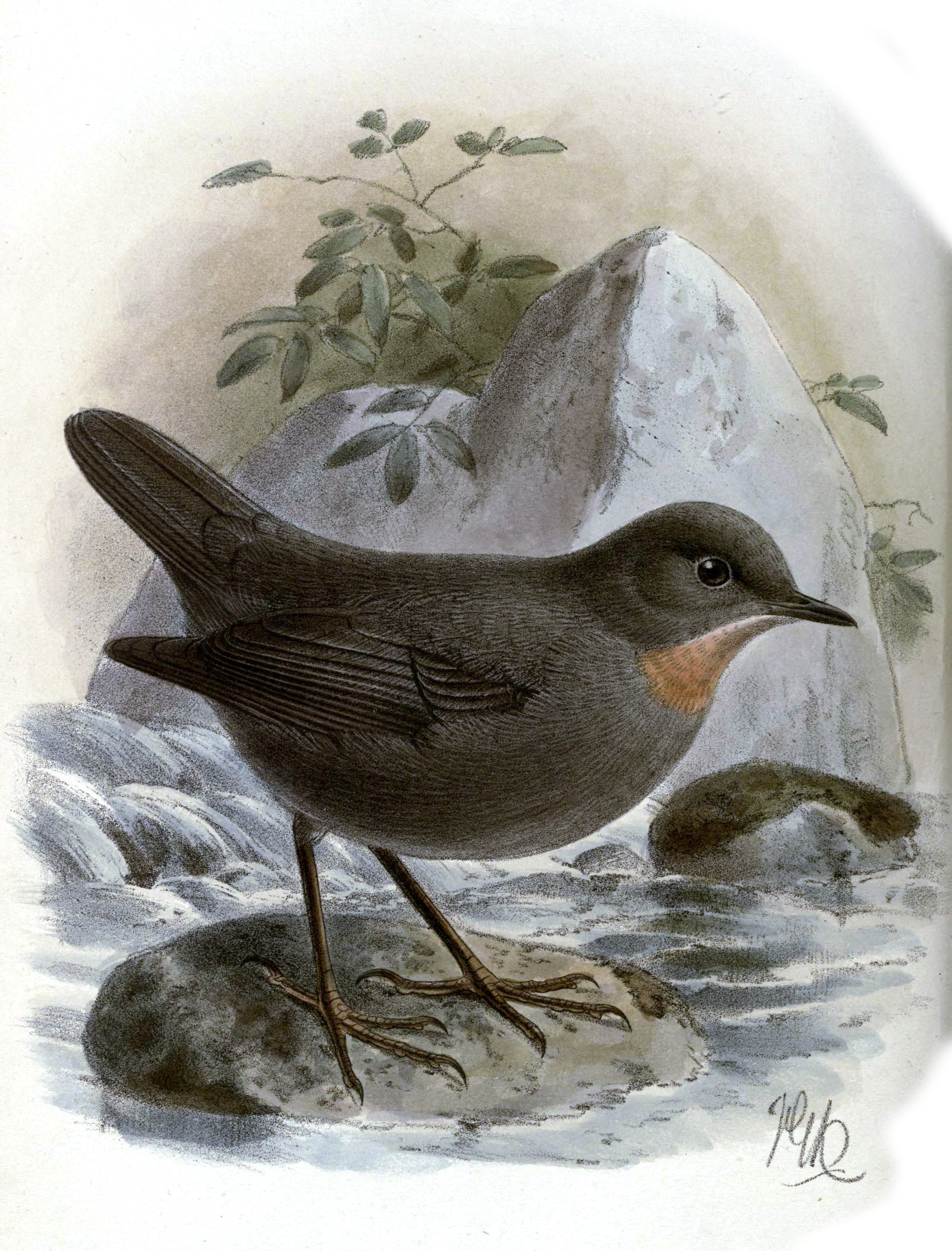
Ilustrace skorce rezavohrdlého (John Gerrard Keulemans, 1889)

## Popis
Tento středně velký pěvec dosahuje délky kolem 14–15 cm. Celá svrchní část těla je bledě šedohnědá. Ruční a loketní letky i rýdovací pera jsou o něco tmavší než zbytek těla. Na ručních letkách je přítomno několik bílých flíčků. Brada je do šeda a kontrastuje s oranžovohnědou náprsenkou. Hruď je šedá, zbývající spodní části těla šedohnědé. Zobák je černý nebo šedý, nohy šedé. Juvenilní jedinci mají podobné opeření jako dospělci, avšak jejich zobák je růžový.

## Výskyt a stanoviště
Vyskytuje se v kapsovitých populacích v Andách v jižní Bolívii a v severozápadní Argentině v nadmořských výškách mezi 1500–2500 m n. m. Jednotlivé populace jsou od sebe geograficky oddělené. Celková populace skorců rezavohrdlých se odhaduje na 3000–4000 jedinců. Stanoviště druhu tvoří rychle plynoucí horské potoky a říčky široké 5–15 m s dostatkem vodopádů, útesů a balvanů.

## Biologie
Skorec rezavohrdlý je silně vázán na horské potoky, ze kterých získává potravu a v jejichž těsné blízkosti i hnízdí. Živí se vodními bezobratlými živočichy. Vydává krátké zít-zít. Na zimu často sestupuje do nižších namořských výšek téhož povodí.
Hnízdí v těsné blízkosti vody ve škvírách mezi balvany či na skalních převisech. Ekliptické až kulovité hnízdo má na výšku kolem 24 cm, šířku kolem 22 cm a hloubku asi 14 cm. Vletový otvor je velký kolem 7×5 cm. Hnízdo má dvě vrsty; tu vnější tvoří mechová tlustá vrstva, v níž se nachází malé miskovité hnízdo z jemných materiálů jako jsou měkké části trav a listy. Samice klade 2 leskle bílá vejce. Zahnizďuje snad někdy mezi zářím a lednem. Teritoria jsou poměrně rozsáhlá, zahrnují cca 500–1000 m vodního toku.

## Ohrožení
Mezinárodní svaz ochrany přírody hodnotí druh jako zranitelný. Druh má totiž geograficky malou, fragmentovanou populaci, která je patrně na pomalém, avšak stálém ústupu. Zatímco bolivijská populace je patrně stabilní, argentiská populace zažívá úbytek následkem negativních vliců ze stavby přehrad, hydroelektráren a zavlažovacích systémů. Introdukce ryb pro sportovní rybaření (hlavně pstruhů) patrně také má na populaci skorců negativní vliv.